# Eucalyptus muelleriana
Eucalyptus muelleriana là một loài thực vật có hoa trong Họ Đào kim nương. Loài này được Howitt mô tả khoa học đầu tiên năm 1891.